# Drawsko (Groot-Polen)
Drawsko is een dorp in het Poolse woiwodschap Groot-Polen, in het district Czarnkowsko-trzcianecki. De plaats maakt deel uit van de gemeente Drawsko en telt 1610 inwoners (2008).